# ألكسندر أوبارين
ألكسندر إيفانوفيتش أوبارين (بالروسية: Алекса́ндр Ива́нович Опа́рин) (1894 – 1980)، عالم كيمياء حيويَّة سوفيتي، اشتهر بكتاباته ونظريَّاته حول أصل الحياة، درس كيمياء النباتات وردود الفعل الأنزيميَّة التي تبديها الخلايا النباتية، وقد ساهمت أبحاثه في تطور أسس الكيمياء الحيوية الصناعية في الاتحاد السوفيتي.

## حياته
ولد أوبارين في مدينة أوغليتش عام 1894، وتخرَّج من جامعة موسكو الحكومية في عام 1917 وأصبح أستاذاً للكيمياء الحيوية في نفس الجامعة عام 1927، وقدَّم العديد من الأوراق البحثيَّة المبكَّرة حول الأنزيمات النباتية ودورها في عمليَّة التغذية، في عام 1924 طرح أوبارين فكرة جريئة تقترح أنَّ أصل الحياة على الأرض قد تطوَّر من خلال تفاعلات كيميائية تدريجيَّة للجزيئات التي تحتوي على عنصر الكربون في حساء الأرض البدائي، وأسَّس أوبارين في عام 1935 معهد الكيمياء الحيوية التابع لأكاديمية العلوم السوفيتيَّة بالتعاون مع الأكاديمي أليكسي باخ، وفي عام 1970 انتخب رئيساً للجمعية الدولية لدراسة أصول الحياة، وتوفي في موسكو في 21 أبريل 1980 ودفن في مقبرة نوفوديفيتشي في موسكو.
نال أوبارين لقب بطل الإنتاج الاشتراكي عام 1969، وحصل على جائزة لينين في عام 1974، وعلى ميدالية لومونوسوف الذهبية في عام 1979 للإنجازات البارزة في الكيمياء الحيوية، وتلقى وسام لينين لخمس مرات في حياته.

## نظرية أصل الحياة
على الرغم من أنَّ أوبارين درس العديد من النظريات حول علوم الأحياء مثل نظريات هيرمان فون هيلمهولتز وويليام تومسون كيلفن، ولكنَّه كان مهتماً بشكلٍ خاص بكيفية بدء الحياة وأصلها، وفي وقتٍ مبكر من العام 1922 أكَّد أنَّه لا يوجد أي فرق جوهري بين الكائن الحي والمادة غير الحيَّة، وأنَّ الخصائص والمميزات المعقدة للحياة قد نشأت كجزء من عملية تطور المادة غير الحية.
اقترح أوبارين أنَّ الأرض في بدايتها كانت تمتلك جواً يحتوي على غازات الميثان والأمونيا والهيدروجين وبخار الماء وهي المواد الخام لتطور الحياة برأيه، وقد تعزَّزت هذه الفرضية بعد اكتشاف الميثان في أجواء كوكب المشتري والكواكب العملاقة الأخرى مؤخراً، وبحسب نظريته عن أصل الحياة فقد كان هناك سلوك بسيط وإجباري للمواد العضوية، وهذا السلوك محكوم بخصائص ذراتها وترتيب هذه الذرات ضمن البنية الجزيئية، وقال بأنَّ النمو التدريجي لهذه الجزيئات وزيادة تعقيدها أدى إلى ظهور وتطور خصائص جديدة ووضع نظام كيميائي جديد خلفاً للعلاقات البسيطة التي كانت تربط بين المواد الكيميائية العضوية، تمَّ تحديد هذه الخصائص الجديدة بتفاعلات الجزيئات الأكثر تعقيداً مع بعضها.
افترض أوبارين أنَّ هذه العملية أدَّت في نهاية المطاف إلى نظام بيولوجي، وأنَّ المنافسة وسرعة نمو الخلايا وقانون البقاء للأصلح والسعي من أجل البقاء ساهمت في ذلك بشكلٍ كبير، وفي النهاية حدَّد الانتقاء الطبيعي شكل وسمات التنظيم المادي للكائنات الحيَّة فيما بعد، وكان أوبارين يعتقد أنَّ المواد الكيميائيَّة العضويَّة الأساسيَّة قد تكوَّنت من خلال أنظمة محليَّة مجهريَّة سمحت بأن تتطوَّر منها الكائنات الحية البدائية.
لم يتمكن أوبارين من القيام بتجارب أو أبحاث لإثبات صحة هذه الأفكار ولكنَّ العديد من الباحثين حاولوا ذلك لاحقاً، ففي عام 1953 حاول ستانلي ميلر إجراء تجربة لمعرفة فيما إذا كان من الممكن أن يكون التنظيم الذاتي الكيميائي ممكناً على الأرض في العصور التاريخية القديمة، وطبَّق الحرارة والطاقة الكهربائية على مزيج من المكونات البسيطة المتوقع وجودها في جو الأرض القديم، خلال فترة زمنية قصيرة من هذه التجربة تمَّ تصنيع مجموعة متنوعة من المركبات العضوية المألوفة مثل الأحماض الأمينيَّة، وكانت المركبات المُتشكِّلة أكثر تعقيداً نسبياً من الجزيئات الموجودة في بداية التجربة.

## ستانلي ميلر وتجربته الشهيرة
ولد عالم الكيمياء والأحياء ستانلي ميلر في مدينة أوكلاند في الولايات المتحدة الأمريكية لأسرة يهودية هاجرت من بيلاروسيا، درس الكيمياء في جامعة كاليفورنيا وحصل على شهادة الباكالوريوس عام 1951، وفي نفس العام أصبح محاضراً في جامعة شيكاغو وأكمل دراسته للحصول على درجة الدكتوراه في الكيمياء عام 1954 من نفس الجامعة تحت إشراف هارولد يوري، اشتهر بتجربته التي أثبت فيها أنَّه من الممكن إنشاء مركبات عضوية من جزيئات غير عضوية من خلال تفاعلات كيميائية بسيطة.
نشر ميلر نتائج تجربته في ورقة علمية لأول مرة عام 1953، وأحدثت تغيُّراً كبيراً في الأفكار الرئيسيَّة عن أصل الحياة وتطورها، فقد صمَّم محاكاة لحالة الغلاف الجوي للأرض البدائية من خلال استخدام خليط من غازات الميثان والأمونيوم والهيدروجين وعرّض هذا المزيج لطاقة كهربائية عالية ممَّا أطلق تفاعلات كيميائية ضمنه، وبعد أسبوع من التفاعلات اكتشف ميلر تكوُّن أحماض أمينيَّة في المزيج مثل الغلايسين والألانين وحمض الأسبارتيك، وبما أنَّ الأحماض الأمينية هي المكونات الوظيفية الرئيسية في الخلايا الحية فقد أظهرت هذه التجربة العلمية إمكانية نشوء الحياة على الأرض من مركبات غير عضوية بسيطة.
استمرَّ ميلر في أبحاثه وفي تطوير تجربته خصوصاً بعد التقدم الذي حصل في معرفتنا للغلاف الجوي البدائي للأرض ومع ظهور تقنيات التحليل الكيميائي المتقدمة، وتمكَّن من تركيب المزيد من الحموض الأمينية والمركبات العضوية وغير العضوية الضرورية لبناء الخلايا الحية.

### تأثير الماديَّة الجدليَّة على نظرية أوبارين
كانت الماديَّة الجدليَّة هي التفسير الرسمي المعتمد من قبل الحزب الشيوعي السوفيتي للماركسيَّة، وتلائمت هذه التوجُّهات مع تكهنات أوبارين حول أصل الحياة، وتمَّ تعزيز هذه الفكرة بعد التعاون والارتباط بين أوبارين وليسينكو.

## الروابط الخارجية
- ألكسندر أوبارين على موقع الموسوعة البريطانية (الإنجليزية)

- نبذة عن ألكساندر إيفانوفيتش أوبارين على الموقع الرسمي الأكاديمية الروسية للعلوم